# Cornelia Street
«Cornelia Street» (с англ. — «Улица Корнелии») — песня американской певицы Тейлор Свифт из её седьмого студийного альбома Lover, вышедшего 23 августа 2019 года. Песню написала сама певица, а в продюсировании ей помогал Джек Антонофф.
Свифт сказала, что «Cornelia Street» была одной из самых личных песен на Lover. Название песни отсылает к улице в районе Гринвич-Виллидж в Нью-Йорке, где певица арендовала таунхаус.
Музыкальные критики высоко оценили текст песни и сентиментальное творчество Свифт, выделив «Cornelia Street» в качестве изюминки альбома. Песня была включена в список лучших песен Uproxx 2019 года. Концертная акустическая версия песни под гитару, записанная на концерте City of Lover в Париже в сентябре 2019 года, была выпущена на цифровых платформах 18 мая 2020 года.

## История
Тейлор Свифт выпустила свой седьмой студийный альбом Lover 23 августа 2019 года на лейбле Republic Records. Описанный автором как любовное письмо («love letter to love itself») альбом Lover исследует «весь спектр любви», вдохновлённый связями, которые она чувствовала со своими фанатами во время её концертного тура Reputation Stadium Tour (2018). Трек-лист Lover состоит из 18 песен, три из которых были написаны исключительно Свифт: «Lover», «Cornelia Street» и «Daylight». Все три песни были спродюсированы самой певицей и Джеком Антоноффым.
В интервью Entertainment Weekly, Свифт сказала, что «Cornelia Street» была одной из самых личных песен на Lover, которые были «близки её сердцу». На концерте City of Lover в Париже в сентябре 2019 года она поведала своим слушателям, что написала её в ванной. Название «Cornelia Street» относится к улице в районе Гринвич-Виллидж Нью-Йорка, где Свифт арендовала таунхаус на короткий период времени. Об этом также говорится в первом куплете, где она поёт, «Я снимаю квартиру на Cornelia Street», что, как выяснило сетевое издание Vulture, было основано на опыте Свифт, арендовавшей это место в тот момент, когда её основная резиденция в микрорайоне Трайбека ремонтировалась.

## Композиция
В музыкальном плане «Cornelia Street» — это поп-песня с использованием клавишных инструментов и синтезаторов. Издание The Daily Nebraskan описывает песню как электропоп с линией клавишных сходной с флейтой. Вокал сопровождается исполнением на фортепиано. В припеве Свифт поёт в своём вокальном регистре фальцетом. В лирическом плане «Cornelia Street» исследует темы переживаний и ностальгии. Участвуя в шоу Elvis Duran and the Morning Show, Свифт объяснила: «Речь идёт о вещах, которые имели место, и воспоминаниях, которые произошли на той улице… всё это ностальгия. Иногда мы привязываем наши воспоминания к местам, где они случаются».
Критики отметили, что в «Cornelia Street» Свифт остаётся верной своему мастерству написания песен для исследования эмоций с помощью замысловатых деталей. Чтобы продемонстрировать эту точку зрения Карл Уилсон из журнала Slate выбрал слова: «Окна распахнулись, осенний воздух / Куртка на моих плечах твоя / Благословим дожди на Cornelia Street / Запомним скрипы на полу» («Windows swung right open, autumn air / Jacket 'round my shoulders is yours / We bless the rains on Cornelia Street / Memorize the creaks in the floor»). На протяжении всей песни преобладают образы Нью-Йорка — хотя героиня и её любовник изначально разделяют счастливые моменты вместе, в итоге Свифт бросает его, разрывает отношения, не прощаясь. Однако, когда она достигает некоего туннеля, объект её любовного интереса зовёт и снова заманивает её. Годы спустя она боится, что снова может ошибиться и потерять его: «Такое горе время не исправит / Я никогда больше не пойду по Cornelia Street». Уилсон подумал, что строка «We bless the rains on Cornelia Street» была отсылкой к песне группы Toto 1982 года «Africa», а слово «tunnel» отсылает к тоннелю Линкольна, в то время как Микаэль Вуд из газеты Los Angeles Times интерпретировал это как Тоннель Холланда.
Журнал Vogue сравнил повествование трека с «All Too Well», песней из альбома Свифт 2012 года Red, за то, что он показал «ту же смесь ностальгии по улицам пройденным вместе, смене времён года и взлётам в отношениях, спады от которых причиняют гораздо больше боли». В обзоре для журнала Rolling Stone, Роб Шеффилд назвал «Cornelia Street» продолжением песни «Holy Ground», другого трека из Red. Обе песни изображают девушку из Нью-Йорка и её любовные взаимоотношения, ещё до того, как эти отношения закончились. Если «Holy Ground» изображает связь, которая закончились «обычным образом», то «Cornelia Street» — это о Свифт, цепляющейся за отношения, умоляя не повторять ту же ошибку снова.

## Критический приём
Песня получила признание музыкальных критиков и обозревателей, назвавших её одной из лучших в альбоме. Критики хвалили «Cornelia Street» за демонстрацию авторских способностей Свифт к написанию песен, а некоторые выбрали её в качестве «изюминки» альбома. Кира Леонард из журнала The Music отметила очень личные тексты и вокал Свифт, нежные фортепианные мелодии, которые передали «каждую каплю эмоций». Бен Рейнер из The Toronto Star считает, что песня демонстрирует «живую связь с образом девушки». Хотя песня изначально звучит как обычная «поп-музыка XXI-го века», её развитие, особенно то место, где Свифт поёт «Я надеюсь, что я никогда не потеряю тебя» поверх нежной фортепианной партии, предлагает эмоциональную вовлечённость. Раиса Брунер из журнала Time оценила песню за то, что она отражает авторские способности Свифт к сочинению песен, и описала строчки «Надеюсь, я никогда не потеряю тебя, надеюсь, это никогда не закончится / Я никогда не пройду по улице Cornelia Street снова» как узнаваемые и очень близкие.
Дженна Адриан-Диас из журнала Vogue заметила, что песня отражала личную жизнь Свифт в то время, поскольку она больше не была связана с отношениями, которые послужили вдохновением для этой песни, хотя она и скрыла свою личную жизнь от общественного внимания. Карл Уилсон из Slate назвал эту песню лучшей в альбоме, похвалил лирику за сложные детали и продемонстрировал новый взгляд исполнительницы на любовь. Роб Шеффилд выбрал эту песню как одно из доказательств зрелости Свифт в сочинительстве песен, поскольку она сосредоточилась на «влюблённости», а не на неудачных отношениях, которые ранее были повторяющейся темой. Анна Гака из сетевого издания Pitchfork также похвалила песню: «прекрасная, сдержанная дань памяти и ностальгии с силой, способной сделать один район Манхэттена универсальным для восприятия».
В том же духе Алекс Абад-Сантос из сетевого издания Vox выбрал «Cornelia Street» как лучшую песню Lover за её тексты с универсальными эмоциями, несмотря на использование личных деталей. Абад-Сантос также расценил эту песню как продолжение контекста песен Свифт, продемонстрированного на предыдущем сингле «Style» (из альбома 2014 года 1989) за предложение «внезапной разрушительной тоски по поводу места или чувства, о котором вы никогда не знали». Джон Караманика из газеты The New York Times прокомментировал, что «Cornelia Street» выражает всю «силу» альбома. Он отметил, что «мрачная атмосфера» песни была контрастом с общими яркими мелодиями Lover, и больше соответствовала тому, что мы видели в альбоме певицы 2018 года Reputation, и похвалил лирику за изображение Свифт как «человека застенчивого и ушедшего в задумчивость». Consequence of Sound аналогичным образом посчитал песню «менее светлой и оптимистичной», чем общая тема Lover, и сравнил её с «New Year’s Day», песней с Reputation. Uproxx поставили «Cornelia Street» на седьмое место в своём списке лучших песен 2019 года, высоко оценив сочинение Свифт за его эмоциональное воздействие, сделанное «хитрой мелодией и нежным почерком».

## Концертные исполнения
Свифт впервые спела «Cornelia Street» на однодневном концерте City of Lover, прошедшем 6 сентября 2019 года в концертном зале Олимпия в Париже (Франция). Она исполнила урезанную версию песни, аккомпанируя себе на акустической гитаре. Концерт был снят на видео, а затем транслировался 17 мая 2020 года в телевизионном выпуске на телеканале American Broadcasting Company (ABC). 18 мая 2020 года концертная версия «Cornelia Street» вышла на стриминговых и цифровых платформах.
26 августа 2023 года Свифт исполнила песню «Cornelia Street» во время концерта в Мехико в рамках своего шестого хедлайнерского концертного тура the Eras Tour (2023—2024).

## Позиции в чартах
Ещё до релиза альбома Lover песня «Cornelia Street» появилась в хит-парадах Австралии (ARIA Singles Chart), Канады (Canadian Hot 100) и США (Billboard Hot 100). Она также вошла в стриминговый чарт Великобритании UK Streaming Chart, компонент официального хит-парада UK Singles Chart.
| Чарты (2019)                            | Высшая позиция |
| --------------------------------------- | -------------- |
| Австралия (ARIA)                        | 40             |
| Канада (Billboard Canadian Hot 100)     | 51             |
| Сингапур (RIAS)                         | 21             |
| Великобритания (OCC UK Audio Streaming) | 73             |
| США (Billboard Hot 100)                 | 57             |

## История релиза
| Регион | Дата             | Формат                     | Версия          | Ссылка |
| ------ | ---------------- | -------------------------- | --------------- | ------ |
| Мир    | 18 мая 2020 года | Цифровая загрузка Стриминг | Live from Paris | [ 33 ] |